# بربادنوشته
نوشته بر باد (انگلیسی: Written on the Wind) یک فیلم درام ۹۹ دقیقه‌ای آمریکایی به کارگردانی داگلاس سیرک و با بازی راک هادسن، لورن باکال، رابرت استاک و دوروتی مالون است که در سال ۱۹۵۶ منتشر شد.

## خلاصه داستان
داستان فیلم از اکتبر ۱۹۵۵ آغاز می‌شود. جایی که «کایل هدلی» (رابرت استاک)، سلطان نفت و میلیونر تگزاسی، عاشق دبیر اجرایی شرکت به نام لوسی مور (لورن باکال) می‌شود و با او ازدواج می‌کند. اما با بارداریِ همسرش، تردید دارد که ممکن است پدر بچه‌ی خودش نباشد. «ماریلی هدلی» (دوروتی مالون)، خواهر بی‌بندوبار «کایل»، معتقد است «میچ وین» (راک هادسن)، صمیمی‌ترین دوست «کایل»، با «لوسی» رابطه دارد و در واقع او پدرِ واقعی نوزاد است. برخوردهایی که متعاقب این اتهام روی می‌دهند، دامن گیر همه می‌شود و ...

## بازیگران اصلی
- راک هادسن در نقش Mitch Wayne
- لورن باکال در نقش Lucy Moore Hadley
- رابرت استاک در نقش Kyle Hadley
- دوروتی مالون در نقش Marylee Hadley
- رابرت کیت در نقش Jasper Hadley
- گرانت ویلیامز در نقش Biff Miley
- رابرت جی. ویلکه در نقش Dan Willis
- ادوارد پلات در نقش Doctor Paul Cochrane
- جان لارچ در نقش Roy Carter
- روی گلن در نقش Sam
- ویلیام شارلت در نقش Jack Williams - Reporter
- جوآن جردن در نقش Brunette
- میدی نورمن در نقش Bertha

## جوایز و نامزدی‌ها
- برنده جایزه اسکار بهترین بازیگر نقش مکمل زن - دوروتی مالون
- نامزد جایزه اسکار بهترین بازیگر نقش مکمل مرد - رابرت استاک
- نامزد جایزه اسکار بهترین ترانه
- نامزد جایزه گلدن گلوب بهترین بازیگر نقش مکمل زن - دوروتی مالون